# Lijst van grote Oezbeekse steden

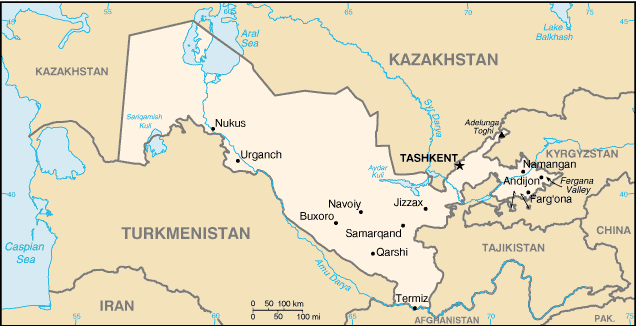
Kaart van Oezbekistan

Dit is een lijst met de grote steden van het land Oezbekistan. De tien grootste steden met inwonersaantallen volgens de schatting van 2014 zijn opgenomen in de lijst.

## Lijst
| Rang | Stad      | Bevolking | Beeld |
| ---- | --------- | --------- | ----- |
| 1    | Tasjkent  | 2.352.900 |       |
| 2    | Samarkand | 509.000   |       |
| 3    | Namangan  | 475.700   |       |
| 4    | Andizan   | 403.900   |       |
| 5    | Nukus     | 295.200   |       |
| 6    | Buchara   | 272.500   |       |
| 7    | Fergana   | 264.900   |       |
| 8    | Qarshi    | 254.600   |       |
| 9    | Kokand    | 233.500   |       |
| 10   | Margilan  | 215.400   |       |